# La ciudad maldita
La ciudad maldita ist ein Italowestern aus der Endphase des Genres, der im deutschsprachigen Raum nicht gezeigt wurde. Die Drehbuchvorlage ist der Roman Red Harvest von Dashiell Hammett. Regie führte Juan Bosch.

## Handlung
In der Ortschaft Personville ist die Habgier zum alles bestimmenden Motiv geworden. Korruption und Verbrechen sind an der Tagesordnung. Donald Wilson findet diesen Zustand unerträglich und beauftragt eine Detektivagentur damit, Hilfe zu schicken. Daraufhin trifft OP in der Stadt ein; bald darauf wird Wilson tot aufgefunden. Seine Freundin Dinah fürchtet nun um ihr Leben, doch OP schafft es, sie zu beschützen und auch die Missstände des Ortes aufzudecken. Als treibende Kraft hinter den Vorgängen kann er Sheriff Noonan entlarven.

## Kritik
Ángel Comas bezeichnete den versuchten Transfer Hammetts in den Westen als „kühnes Unterfangen“.